# Simetroedro

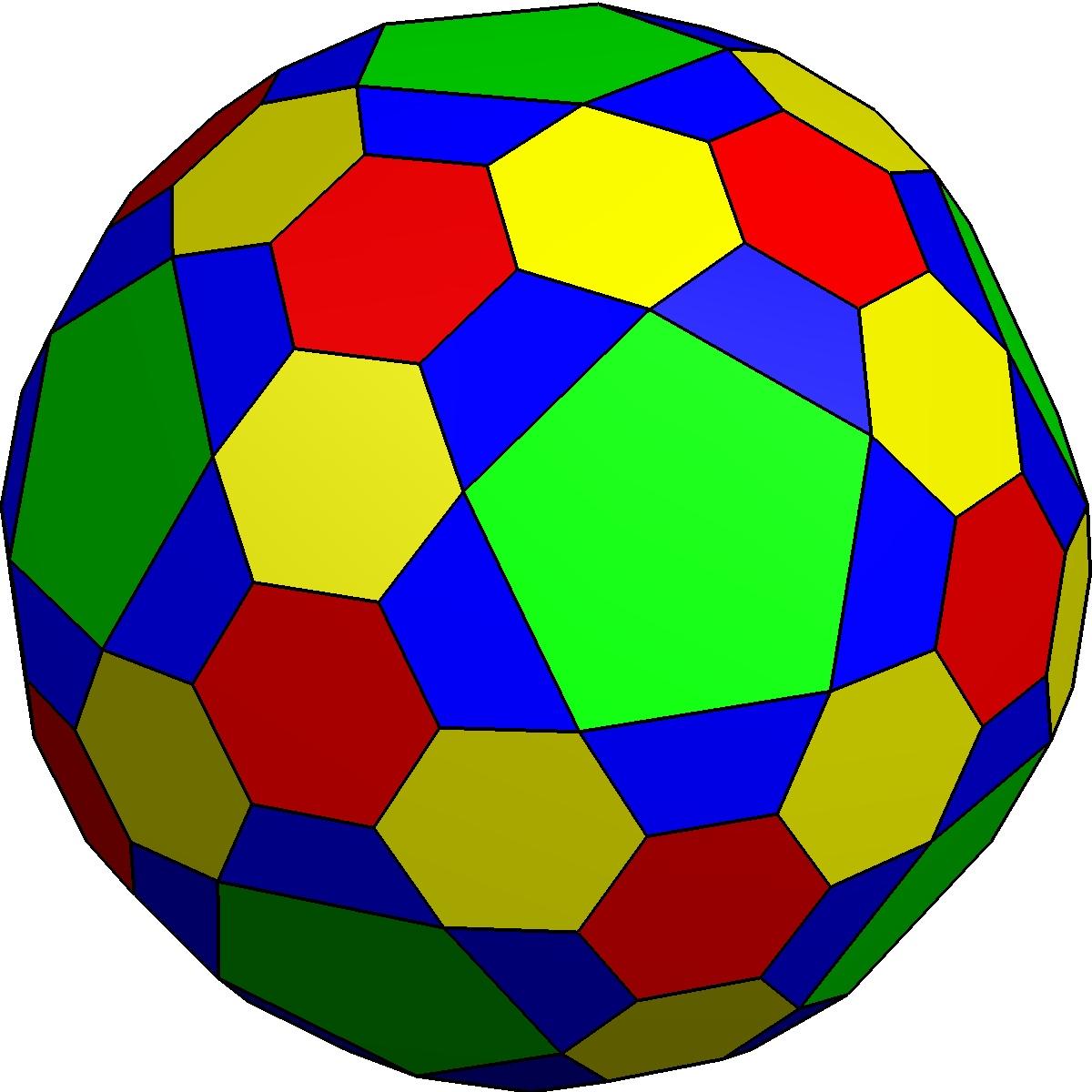
El simetroedro I(*;2;3;e) está formado por pentágonos y hexágonos regulares, con caras trapezoidales en los espacios intermedios

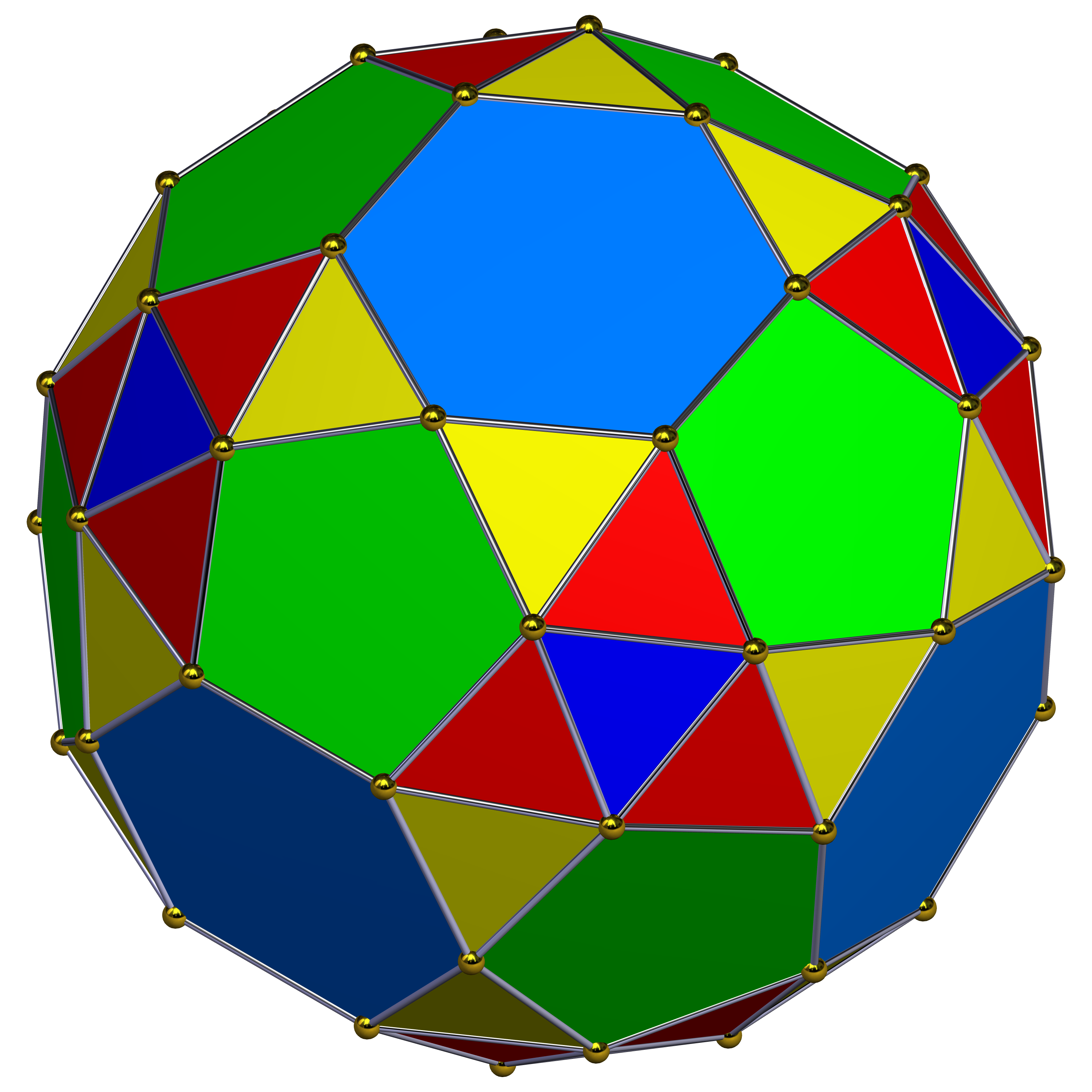
Un simetroedro pentahexagonal con simetría tetraédrica de orden 24

En geometría, un simetroedro es un poliedro de alta simetría que contiene polígonos regulares convexos dispuestos sobre sus ejes de simetría y con los espacios de la envolvente convexa cubiertos con polígonos irregulares. El nombre fue acuñado por Craig S. Kaplan y George W. Hart.
Los casos triviales son los sólidos platónicos y los sólidos arquimedianos, en los que todas sus caras son polígonos regulares. Una primera clase se llama pajarita y contiene pares de caras trapezoidales. Una segunda clase tiene caras deltoidales (en forma de cometa). Otra clase se denominan simetroedros MCM (mínimo común múltiplo).

## Notación simbólica
Cada simetroedro se describe mediante una expresión simbólica G(l; m; n; α). G representa el grupo de simetría (T,O,I). Los valores l, m y n se denominan multiplicadores. Un multiplicador de m hará que se coloque un km-gono regular en cada eje de k-simetría de G. En esta notación se supone que los grados de simetría de los ejes se disponen en orden descendente: 5,3,2 para I; 4,3,2 para O; y 3,3,2 para T. También se emplean dos valores especiales para los multiplicadores: *, que indica que no se deben colocar polígonos en los ejes dados; y 0, que indica que el sólido final debe tener un vértice (un polígono de cero lados) en los ejes. Además, se requiere que uno o dos de l, m y n sean números enteros positivos. El parámetro final, α, controla los tamaños relativos de los ejes no degenerados.
La notación de poliedros de Conway es otra forma de describir estos poliedros, comenzando con una forma regular y aplicando operadores mediante prefijos. La notación no implica qué caras deben hacerse regulares más allá de las soluciones uniformes de los sólidos arquimedianos.
| I(*;2;3;e) | Piritoedral |
| ---------- | ----------- |
|            |             |

## 1 punto generador
Estos simetroedros son producidos por un único punto generador dentro de un dominio fundamental, aplicando simetrías de reflexión a través de los límites del dominio. Las aristas se generan perpendicularmente a cada límite del triángulo y existen caras regulares centradas en cada una de las 3 esquinas del triángulo.
Los simetroedros se pueden extender a mosaicos euclídeos, utilizando la simetría del teselado cuadrado regular y pares duales de teselados triangulares y hexagonales. La letra designa Q a la simetría cuadrada p4m, y H representa la simetría hexagonal p6m.
También existen diagramas de Coxeter-Dynkin para las soluciones que son poliedros uniformes, que representan la posición del punto generador dentro del dominio fundamental. Cada nodo representa uno de los 3 espejos en el borde del triángulo. Un nodo espejo está anillado si el punto generador está activo, fuera del espejo, y crea nuevas aristas entre el punto y su imagen reflejada.
| Dominio | Aristas | Tetraédrica (3 3 2) | Tetraédrica (3 3 2) | Octaédrica (4 3 2) | Octaédrica (4 3 2) | Icosaédrica (5 3 2) | Icosaédrica (5 3 2) | Triangular (6 3 2) | Triangular (6 3 2) | Triangular (6 3 2) | Cuadrado (4 4 2)  | Cuadrado (4 4 2) | Cuadrado (4 4 2) |
| Dominio | Aristas | Símbolo             | Imagen              | Símbolo            | Imagen             | Símbolo             | Imagen              | Símbolo            | Imagen             | Dual               | Símbolo           | Imagen           | Dual             |
| ------- | ------- | ------------------- | ------------------- | ------------------ | ------------------ | ------------------- | ------------------- | ------------------ | ------------------ | ------------------ | ----------------- | ---------------- | ---------------- |
|         | 1       | T(1;*;*;e) · T,     |                     | C, O(1;*;*;e) ·    |                    | I(1;*;*;e) · D,     |                     | H(1;*;*;e) · H,    |                    |                    | Q(1;*;*;e) · Q,   |                  |                  |
|         | 1       | T(*;1;*;e) · dT,    |                     | O(*;1;*;e) · O,    |                    | I(*;1;*;e) · I,     |                     | H(*;1;*;e) · dH,   |                    |                    | Q(*;1;*;e) · dQ,  |                  |                  |
|         | 2       | T(1;1;*;e) · aT,    |                     | O(1;1;*;e) · aC,   |                    | I(1;1;*;e) · aD,    |                     | H(1;1;*;e) · aH,   |                    |                    | Q(1;1;*;e) · aQ,  |                  |                  |
|         | 3       | T(2;1;*;e) · tT,    |                     | O(2;1;*;e) · tC,   |                    | I(2;1;*;e) · tD,    |                     | H(2;1;*;e) · tH,   |                    |                    | Q(2;1;*;e) · tQ,  |                  |                  |
|         | 3       | T(1;2;*;e) · dtT,   |                     | O(1;2;*;e) · tO,   |                    | I(1;2;*;e) · tI,    |                     | H(1;2;*;e) · dtH,  |                    |                    | Q(1;2;*;e) · dtQ, |                  |                  |
|         | 4       | T(1;1;*;1) · eT,    |                     | O(1;1;*;1) · eC,   |                    | I(1;1;*;1) · eD,    |                     | H(1;1;*;1) · eH,   |                    |                    | Q(1;1;*;1) · eQ,  |                  |                  |
|         | 6       | T(2;2;*;e) · bT,    |                     | O(2;2;*;e) · bC,   |                    | I(2;2;*;e) · bD,    |                     | H(2;2;*;e) · bH,   |                    |                    | Q(2;2;*;e) · bQ,  |                  |                  |

## 2 puntos generadores
| Dominio | Aristas | Tetraédrica (3 3 2)                | Tetraédrica (3 3 2)     | Octaédrica (4 3 2) | Octaédrica (4 3 2)       | Icosaédrica (5 3 2) | Icosaédrica (5 3 2)      | Triangular (6 3 2) | Triangular (6 3 2) | Triangular (6 3 2) | Cuadrado (4 4 2)              | Cuadrado (4 4 2) | Cuadrado (4 4 2) |
| Dominio | Aristas | Símbolo                            | Imagen                  | Símbolo            | Imagen                   | Símbolo             | Imagen                   | Símbolo            | Imagen             | Dual               | Símbolo                       | Imagen           | Dual             |
| ------- | ------- | ---------------------------------- | ----------------------- | ------------------ | ------------------------ | ------------------- | ------------------------ | ------------------ | ------------------ | ------------------ | ----------------------------- | ---------------- | ---------------- |
|         | 6       | T(1;2;*;[2]) atT                   |                         | O(1;2;*;[2]) atO   |                          | I(1;2;*;[2]) atI    |                          | H(1;2;*;[2]) atΔ   |                    |                    | Q(1;2;*;[2]) Q(2;1;*;[2]) atQ |                  |                  |
|         | 6       | T(1;2;*;[2]) atT                   | O(2;1;*;[2]) atC        |                    | I(2;1;*;[2]) atD         |                     | H(2;1;*;[2]) atH         |                    |                    |                    | Q(1;2;*;[2]) Q(2;1;*;[2]) atQ |                  |                  |
|         | 7       | T(3;*;*;[2]) T(*;3;*;[2]) dKdT     |                         | O(3;*;*;[2]) dKdC  |                          | I(3;*;*;[2]) dKdD   |                          | H(3;*;*;[2]) dKdH  |                    |                    | Q(3;*;*;[2]) Q(*;3;*;[2]) dKQ |                  |                  |
|         | 7       | T(3;*;*;[2]) T(*;3;*;[2]) dKdT     | O(*;3;*;[2]) dKdO       |                    | I(*;3;*;[2]) dKdI        |                     | H(*;3;*;[2]) dKdΔ        |                    |                    |                    | Q(3;*;*;[2]) Q(*;3;*;[2]) dKQ |                  |                  |
|         | 8       | T(2;3;*;α) T(3;2;*;α) dM0T         |                         | O(2;3;*;α) dM0dO   |                          | I(2;3;*;α) dM0dI    |                          | H(2;3;*;α) dM0dΔ   |                    |                    | Q(2;3;*;α) Q(3;2;*;α) dM0Q    |                  |                  |
|         | 8       | T(2;3;*;α) T(3;2;*;α) dM0T         | O(3;2;*;α) dM0dC        |                    | I(3;2;*;α) dM0dD         |                     | H(3;2;*;α) dM0dH         |                    |                    |                    | Q(2;3;*;α) Q(3;2;*;α) dM0Q    |                  |                  |
|         | 9       | T(2;4;*;e) T(4;2;*;e) ttT          |                         | O(2;4;*;e) ttO     |                          | I(2;4;*;e) ttI      |                          | H(2;4;*;e) ttΔ     |                    |                    | Q(4;2;*;e) Q(2;4;*;e) ttQ     |                  |                  |
|         | 9       | T(2;4;*;e) T(4;2;*;e) ttT          | O(4;2;*;e) ttC          |                    | I(4;2;*;e) ttD           |                     | H(4;2;*;e) ttH           |                    |                    |                    | Q(4;2;*;e) Q(2;4;*;e) ttQ     |                  |                  |
|         | 7       | T(2;1;*;1) T(1;2;*;1) dM3T         |                         | O(1;2;*;1) dM3O    |                          | I(1;2;*;1) dM3I     |                          | H(1;2;*;1) dM3Δ    |                    |                    | Q(2;1;*;1) Q(1;2;*;1) dM3dQ   |                  |                  |
|         | 7       | T(2;1;*;1) T(1;2;*;1) dM3T         | O(2;1;*;1) dM3C         |                    | I(2;1;*;1) dM3D          |                     | H(2;1;*;1) dM3H          |                    |                    |                    | Q(2;1;*;1) Q(1;2;*;1) dM3dQ   |                  |                  |
|         | 9       | T(2;3;*;e) T(3;2;*;e) dm3T         |                         | O(2;3;*;e) dm3C    |                          | I(2;3;*;e) dm3D     |                          | H(2;3;*;e) dm3H    |                    |                    | Q(2;3;*;e) Q(3;2;*;e) dm3Q    |                  |                  |
|         | 9       | T(2;3;*;e) T(3;2;*;e) dm3T         | O(3;2;*;e) dm3O         |                    | I(3;2;*;e) dm3I          |                     | H(3;2;*;e) dm3Δ          |                    |                    |                    | Q(2;3;*;e) Q(3;2;*;e) dm3Q    |                  |                  |
|         | 10      | T(2;*;3;e) T(*;2;3;e) dXdT 3.4.6.6 |                         | O(*;2;3;e) dXdO    |                          | I(*;2;3;e) dXdI     |                          | H(*;2;3;e) dXdΔ    |                    |                    | Q(2;*;3;e) Q(*;2;3;e) dXdQ    |                  |                  |
|         | 10      | T(2;*;3;e) T(*;2;3;e) dXdT 3.4.6.6 | O(2;*;3;e) dXdC 3.4.6.8 |                    | I(2;*;3;e) dXdD 3.4.6.10 |                     | H(2;*;3;e) dXdH 3.4.6.12 |                    |                    |                    | Q(2;*;3;e) Q(*;2;3;e) dXdQ    |                  |                  |

## 3 puntos generadores
| Dominio | Aristas | Tetraédrica (3 3 2) | Tetraédrica (3 3 2) | Octaédrica (4 3 2) | Octaédrica (4 3 2) | Icosaédrica (5 3 2) | Icosaédrica (5 3 2) | Triangular (6 3 2) | Triangular (6 3 2) | Triangular (6 3 2) | Cuadrado (4 4 2)                | Cuadrado (4 4 2) | Cuadrado (4 4 2) |
| Dominio | Aristas | Símbolo             | Imagen              | Símbolo            | Imagen             | Símbolo             | Imagen              | Símbolo            | Imagen             | Dual               | Símbolo                         | Imagen           | Dual             |
| ------- | ------- | ------------------- | ------------------- | ------------------ | ------------------ | ------------------- | ------------------- | ------------------ | ------------------ | ------------------ | ------------------------------- | ---------------- | ---------------- |
|         | 6       | T(2;0;*;[1])        |                     | O(0;2;*;[1]) dL0dO |                    | I(0;2;*;[1]) dL0dI  |                     | H(0;2;*;[1]) dL0H  |                    |                    | Q(2;0;*;[1]) Q(0;2;*;[1]) dL0dQ |                  |                  |
|         | 6       | T(2;0;*;[1])        | O(2;0;*;[1]) dL0dC  |                    | I(2;0;*;[1]) dL0dD |                     | H(2;0;*;[1]) dL0Δ   |                    |                    |                    | Q(2;0;*;[1]) Q(0;2;*;[1]) dL0dQ |                  |                  |
|         | 7       | T(3;0;*;[2])        |                     | O(0;3;*;[2]) dLdO  |                    | I(0;3;*;[2]) dLdI   |                     | H(0;3;*;[2]) dLH   |                    |                    | Q(2;0;*;[1]) Q(0;2;*;[2]) dLQ   |                  |                  |
|         | 7       | T(3;0;*;[2])        | O(3;0;*;[2]) dLdC   |                    | I(3;0;*;[2]) dLdD  |                     | H(3;0;*;[2]) dLΔ    |                    |                    |                    | Q(2;0;*;[1]) Q(0;2;*;[2]) dLQ   |                  |                  |
|         | 12      | T(2;2;*;a) amT      |                     | O(2;2;*;a) amC     |                    | I(2;2;*;a) amD      |                     | H(2;2;*;a) amH     |                    |                    | Q(2;2;*;a) amQ                  |                  |                  |